# فلورید ایریدیم (V)
فلورید ایریدیم(V) (به انگلیسی: Iridium(V) fluoride) با فرمول شیمیایی IrF۵ یک ترکیب شیمیایی است. که جرم مولی آن 287.209 g/mol می‌باشد. شکل ظاهری این ترکیب، جامد زرد است.